# Lynne Dawson
Lynne Dawson (* 3. Juni 1956 in York) ist eine englische Opernsängerin (Sopran).

## Leben
Bevor Lynne Dawson professionelle Sängerin wurde, studierte sie Sprachen und arbeitete als Französisch-Übersetzerin. Noch von Peter Pears unterrichtet, sang die Sopranistin schon während des Studiums zunächst überwiegend Alte Musik und kam schnell in Kontakt mit John Eliot Gardiner, Roger Norrington und Christopher Hogwood, mit denen sie nicht nur Konzerte gab, sondern auch zahlreiche CD-Einspielungen u. a. von Georg Friedrich Händel, Claudio Monteverdi, Henry Purcell und Wolfgang Amadeus Mozart vornahm, insgesamt liegen nahezu 80 Einspielungen mit ihr vor. Dawson erweitert ständig ihr Repertoire, so sang sie zahlreiche Mozart-Rollen, wie die Gräfin in Le nozze di Figaro, die Konstanze in Die Entführung aus dem Serail, die Titelrolle in Zaide oder die Pamina in der Zauberflöte. An der Staatsoper Unter den Linden trat sie in What next von Elliott Carter auf und sie sang das Libera me aus Giuseppe Verdis Requiem bei der Trauerfeier für Prinzessin Diana Spencer. In den letzten Jahren beschäftigte sich Lynne Dawson mehr und mehr mit der Interpretation von Liedern der Klassik, Romantik und der Hochromantik. Außerdem lehrt sie in Barcelona und leitet seit September 2010 die Vokalklasse am Royal Northern College of Music. Lynne Dawson lebt mit ihren beiden Kindern in der Nähe von York.